# Adam Chennoufi
Adam Chennoufi, född 4 juli 1988 i Umeå, är en svensk före detta fotbollsspelare. Han spelade under sin karriär för bland annat Umeå FC, GIF Sundsvall och Dubai CSC. 

## Karriär
Chennoufi har marockanska rötter. Hans moderklubb är Gimonäs CK i Umeå. Han spelade senare seniorfotboll för Umeå FC i Division 1 Norra och Superettan, innan han gick till GIF Sundsvall 2013. Inför säsongen 2015 följde han med laget upp i Allsvenskan men lämnade efter säsongen klubben för Dubai CSC. I augusti 2016 återvände Chennoufi till Sverige och skrev på för IFK Värnamo.
Inför säsongen 2017 skrev han på ett fyraårskontrakt med Team TG. I februari 2020 återvände Chennoufi till Umeå FC på ett låneavtal över säsongen 2020. Chennoufi blev därefter kvar i Umeå FC, där han skrev på ett ettårskontrakt i december 2020. Under säsongen 2021 var han spelande sportchef i klubben, men valde vid säsongens slut att avsluta sin spelarkarriär och endast fortsätta som sportchef.